# Próba tuberkulinowa Mantoux

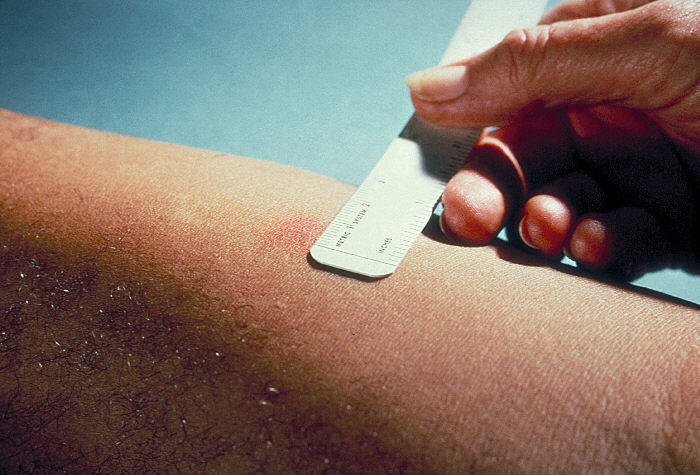
Odczyt próby tuberkulinowej Mantoux

Próba tuberkulinowa Mantoux, odczyn tuberkulinowy Mantoux, test Mantoux, PPD – badanie diagnostyczne wykonywane w profilaktyce i rozpoznawaniu gruźlicy. Jest to najczęściej wykonywana w Polsce próba tuberkulinowa.
Została wprowadzona przez Charles'a Mantoux w 1908 roku.
Polega na wstrzyknięciu śródskórnym 2 jednostek tuberkuliny w środkową część grzbietowej powierzchni przedramienia. Wynik odczytuje się po 48–72 godzinach (w Polsce ok. 72 godz.) i ocenia się średnicę nacieku w miejscu wstrzyknięcia, zaczerwienienie skóry nie ma mocy diagnostycznej.
| Kryteria dodatniego odczynu tuberkulinowego w zależności od grupy ryzyka zakażenia prątkiem gruźlicy | |
| ≥5mm                                                                                                 | - osoby zakażone HIV - osoby kontaktujące się z chorym na gruźlicę - osoby ze zmianami w badaniu RTG odpowiadającymi przebytej gruźlicy - osoby leczone przewlekle lekami immunosupresyjnymi                                                           |
| ≥10mm                                                                                                | - imigranci z krajów o dużej zachorowalności na gruźlicę - chorzy na cukrzycę, pacjenci z przewlekłą niewydolnością nerek - osoby mające kontakt z prątkiem gruźlicy w ramach wykonywania zawodu - więźniowie, narkomani, przebywający w domach opieki |
| ≥15mm                                                                                                | - inne osoby |

Dodatni odczyn tuberkulinowy wykazuje istniejące lub przebyte zakażenie prątkami wirulentnymi lub BCG. Istnieją jednak czynniki ograniczające przydatność tego badania. Wynik odczynu tuberkulinowego jest ściśle uzależniony od stanu układu odpornościowego człowieka. Choroba bakteryjna, grzybica, choroba wirusowa, nowotwór, ostre postacie gruźlicy, choroby układu limfatycznego, np. sarkoidoza, wyniszczenie, niedożywienie, leki immunosupresyjne, kortykosterydy, zakażenie wirusem HIV, mogą być przyczyną odczynu fałszywie ujemnego.
Jeśli średnica obrzęku wynosi:
- do 6 mm – osoba nie miała kontaktu z gruźlicą,
- od 6 mm do 12–15 mm – próba dodatnia, osoba jest odporna na gruźlicę,
- powyżej 12–15 mm – próba przesadnie dodatnia, osoba prawdopodobnie zakażona prątkiem gruźlicy, należy w celu potwierdzenia powtórzyć test w innym miejscu.

Ograniczenia:
- próba może dać wynik dodatni lub przesadnie dodatni wskutek reakcji krzyżowej wywołanej przez zakażenie innym prątkiem (MOTT, Mycobacterium leprae – prątki trądu),
- próba może dać wynik fałszywie ujemny w stanach anergii np.: uogólnione zakażenie Mycobacterium tuberculosis lub wszystkie inne stany obniżające odporność.

Postępowanie przy wyniku przesadnie dodatnim lub dodatnim u osób nie szczepionych:
- u osób starszych, o ile nie ma objawów gruźlicy prowadzi się obserwację,
- u osób młodych stosuje się chemoprofilaktykę izoniazydem przez 6 miesięcy (w USA przez 12 miesięcy).